# Litewskie Gimnazjum w Święcianach
Litewskie Gimnazjum w Święcianach im. Kiejstuta (lit. Švenčionių Lietuvių gimnazija, LDK Kęstučio gimnazija) – litewska szkoła średnia istniejąca w Święcianach na Wileńszczyźnie od 1919 roku do 1937 roku. 
W dwudziestoleciu międzywojennym szkoła była jedną z dwóch litewskojęzycznych szkół średnich w granicach RP. Nie posiadała praw publicznych, a egzaminy dojrzałości jej absolwencji zdawali eksternistycznie przy wileńskim gimnazjum im. Witolda Wielkiego. W 1930 roku szkoła przeprowadziła się do nowoczesnego budynku zbudowanego z funduszy stowarzyszenia "Rytas". 
W 1937 roku władze polskie zamknęły gimnazjum na fali antylitewskiej kampanii prowadzonej przez wojewodę Bociańskiego. 
Obecnie szkoła mieści się w nowym budynku i funkcjonuje pod nazwą gimnazjum im. Z. Žemaitisa. 